# Козиракис, Христос
Христо́форос (Хри́стос) Козира́кис (греч. Χριστόφορος (Χρίστος) Κοζυράκης, англ. Christoforos (Christos) Kozyrakis; род. 1974, Ираклион, Крит, Греция) — греческий и американский учёный, профессор департаментов электротехники и информатики Стэнфордского университета. Руководитель научно-исследовательской группы «Multiscale Architecture & Systems Team» (MAST). Член Института инженеров электротехники и электроники (2014) и фелло Ассоциации вычислительной техники (2016). Лауреат премии CAREER от Национального научного фонда (2006) и премии Мориса Уилкса (2015). Имеет h-индекс, равный 65 (был процитирован более 16 300 раз).

## Биография
Окончил Университет Крита со степенью бакалавра наук (1996) и Калифорнийский университет в Беркли со степенями магистра (1999) и доктора философии (2002). Обе учёные степени в области информатики.
В 1994—1996 годах — инженер-конструктор в Институте компьютерных наук научно-исследовательского центра FORTH.
С 2002 года работает в Стэнфордском университете.
В 2010—2013 годах — член Silicon Valley Greek Seed Funding Group.
В 2011—2012 годах работал в Google.
В 2014—2015 годах — руководитель научно-исследовательских работ в технологической компании «Mesosphere».
В 2015—2016 годах — профессор Федеральной политехнической школы Лозанны.
С 2018 года — корпоративный советник в стартапе «Tachyum».

## Личная жизнь
С 2013 года женат на Эдже Услу.
Проживает в области залива Сан-Франциско (Калифорния).